# Sebastian Jung
Sebastian Jung és un futbolista professional alemany que començà com a futbolista al 1. FC Königstein, i que juga actualment al Karlsruher SC.